# Спивак, Александр Сергеевич
Алекса́ндр Серге́евич Спива́к (укр. Олександр Сергійович Співак; род. 6 января 1975, Жданов, Донецкая область) — украинский и российский футболист, известный главным образом по выступлениям за петербургский «Зенит», тренер. В 2001—2002 годах выступал за сборную Украины, сыграл три матча.

## Биография
Начал играть в футбол в 10 лет. Воспитанник футбольной школы «Новатор» (Мариуполь) и Училища олимпийского резерва (Донецк). Первый тренер — И. М. Брискин.
Выступал за клубы Украины и Польши, в том числе в высших дивизионах — «Сталь» (Мелец, Польша), «Черноморец» (Одесса), «Шахтёр» (Донецк), «Звезда» (Кировоград), «Металлург» (Запорожье).
С 2000 года выступал за петербургский «Зенит». Долгое время был штатным пенальтистом команды. Летом 2007 года был выставлен на трансфер и вскоре объявил о завершении карьеры.
В начале 2008 года Спивак подписал двухлетний контракт с ФК «Ростов». Однако в феврале клуб отказался от игрока, и Спивак принял решение о завершении игровой карьеры.
В мае 2008 года футболисту поступило предложение от петербургского «Динамо», которое выступало на тот момент в зоне «Запад» второго дивизиона. Игрок взял время на размышление, и существовала вероятность его возвращения в большой футбол. Однако футболист не стал возобновлять карьеру, и эта новость продолжения не получила.
Спивак выступает аналитиком в журнале «90 минут».

## Достижения
«Черноморец»
- Серебряный призёр чемпионата Украины: 1994/95

«Шахтёр»
- Обладатель Кубка Украины: 1996/97
- Серебряный призёр чемпионата Украины (2): 1996/97, 1997/98

«Зенит»
- Финалист Кубка Интертото: 2000
- Бронзовый призёр чемпионата России: 2001
- Финалист Кубка России: 2001/02
- Обладатель Кубок Премьер-лиги: 2003
- Серебряный призёр чемпионата России: 2003
- Чемпион России: 2007[6][7]

Личные достижения
- В списках 33 лучших футболистов чемпионата России: № 2 — 2001

## Клубная статистика
| Выступление      | Выступление      | Выступление      | Лига | Лига | Кубки | Кубки | Еврокубки | Еврокубки | Итого | Итого |
| Клуб             | Лига             | Сезон            | Игры | Голы | Игры  | Голы  | Игры      | Голы      | Игры  | Голы  |
| ---------------- | ---------------- | ---------------- | ---- | ---- | ----- | ----- | --------- | --------- | ----- | ----- |
| Зенит            | Премьер-лига     | 2000             | 10   | 1    | 0     | 0     | 7         | 2         | 17    | 3     |
| Зенит            | Премьер-лига     | 2001             | 27   | 3    | 2     | 1     | —         | —         | 29    | 4     |
| Зенит            | Премьер-лига     | 2002             | 15   | 5    | 3     | 1     | 4         | 2         | 22    | 8     |
| Зенит            | Премьер-лига     | 2003             | 26   | 6    | 3     | 0     | —         | —         | 29    | 6     |
| Зенит            | Премьер-лига     | 2004             | 27   | 10   | 1     | 1     | 7         | 1         | 35    | 12    |
| Зенит            | Премьер-лига     | 2005             | 28   | 6    | 4     | 0     | 7         | 2         | 39    | 8     |
| Зенит            | Премьер-лига     | 2006             | 12   | 2    | 4     | 0     | 4         | 0         | 20    | 2     |
| Зенит            | Премьер-лига     | 2007             | 0    | 0    | 0     | 0     | 0         | 0         | 0     | 0     |
| Зенит            | Итого            | Итого            | 145  | 33   | 17    | 3     | 29        | 7         | 191   | 43    |
| Всего за карьеру | Всего за карьеру | Всего за карьеру | 145  | 33   | 17    | 3     | 29        | 7         | 191   | 43    |